# Трудная дружба
«Трудная дружба» (яп. 幕末のスパシーボ Бакумацу но супаси:бо) — полнометражный анимационный фильм режиссёра Сатоси Дэдзаки. Премьера фильма состоялась 20 сентября 1997 года. 20 февраля 1998 года состоялась премьера в России на канале Культура. Кассета с записью этого мультфильма в 1997 году была вручена во время встречи «без галстуков» в Красноярске президенту Российской Федерации Борису Ельцину премьер-министром Японии Рютаро Хасимото.

## Сюжет
История освещает тему заключения Симодского трактата в 1855 году.

## Персонажи
| Персонажи        | Сэйю           |
| ---------------- | -------------- |
| Адмирал Путятин  | Сэйдзо Като    |
| Токугава Нариаки | Масару Икэда   |
| Можайский        | Ю Симака       |
| Кикусабуро       | Мари Марута    |
| Васильев         | Эйдзи Сэкигути |
| Какицу           | Ёсукэ Нака     |